# Liste der indischen Botschafter in Osttimor

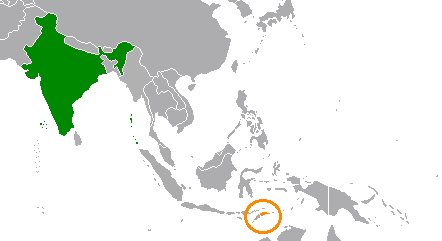
Indien (grün) und Osttimor (orange)

Die Liste führt die Botschafter Indiens in Osttimor auf. Der Botschafter hat seinen Sitz in Jakarta.

## Geschichtlicher Hintergrund
Indien und Osttimor nahmen diplomatische Beziehungen am 24. Januar 2003 auf. Im Dezember 2024 wurde die indische Botschaft in Dili eröffnet. Sie befindet sich im Timor Plaza.

## Liste

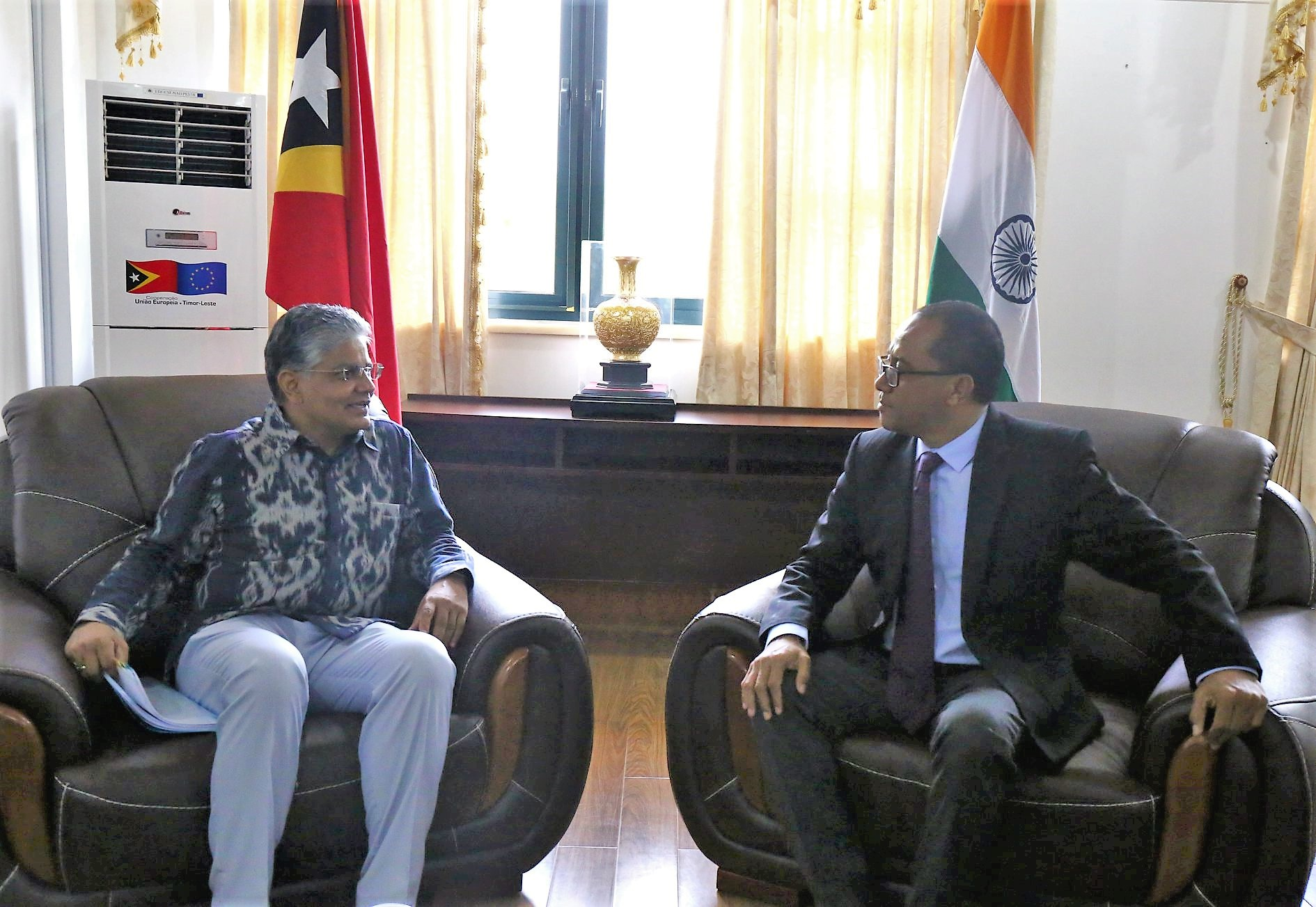
Pradeep Kumar Rawat, indischer Botschafter in Osttimor, und Dionísio Babo, Außenminister Osttimors (2019)

| Name                         | Amtszeit         | Bemerkungen                                                          |
| ---------------------------- | ---------------- | -------------------------------------------------------------------- |
| ?                            |                  |                                                                      |
| Gurjit Singh                 | 2013–2016        | [ 2 ]                                                                |
| Nengcha Lhouvum Mukhopadhaya | 2016–2017        | Akkreditierung 26. September 2016                                    |
| Pradeep Kumar Rawat          | 2017/2018 – 2022 | Ernennung: 11. September 2017 Akkreditierung: 22. Februar 2018       |
| Manoj Kumar Bharti           | 2022–2023        | Ernennung: 31. Dezember 2021 Akkreditierung: 29. April 2022 (online) |
| Sandeep Chakravorty          | 2023–2024        | Akkreditierung: 20. Dezember 2023                                    |
| Madan Kumar Ghildiyal        | seit 2025        | Akkreditierung: 8. April 2025                                        |